# 萨蒂尼
萨蒂尼（法語：Satigny）是瑞士日内瓦州的一个镇，位于日内瓦市区以西，罗纳河右岸。
萨蒂尼面积达18.92平方公里，是日内瓦州重要的葡萄产地，拥有瑞士最大的葡萄种植区。

## 外部連結
- （法文）萨蒂尼官方网站 （页面存档备份，存于）